# Anniellidae
Los aniélidos (Anniellidae) son una familia de lagartijas propias de Norteamérica. Actualmente sólo se encuentran en México y Estados Unidos, en ambas Californias, agrupadas en el género Anniella.